# ميره سيه (مهاباد)
قرية ميره سيه (بالكردية: میرەسێ) هي إحدى القرى التابعة لـمنغور الشرقية في ريف قسم خليفان من مقاطعة مهاباد، في محافظة أذربیجان الغربیة الإيرانية.

## السكان
حسب إحصاءات سنة 2006، بلغ إجمالي السكان في ميره سيه 268 نسمة وعدد المساكن 35 مسكن. لغة سكان ميره سيه هي اللغة الكردية و هم من أهل السنة والجماعة والمذهب الشافعي.